# Fratí (Réthymnon)
Fratí, en grec moderne : Φρατί, est un village du dème d'Ágios Vasílios, de l'ancienne municipalité de Lámpi, dans le district régional de Réthymnon, en Crète, en Grèce. Selon le recensement de 2011, la population de Fratí compte 57 habitants. Le village est situé à une distance de 30 km de Réthymnon et à une altitude de 350 mètres, au pied du mont Fratianó.

## Recensements de la population
| Recensements | 1900 | 1920 | 1928 | 1940 | 1951 | 1961 | 1971 | 1981 | 1991 | 2001 | 2011 |    |
| ------------ | ---- | ---- | ---- | ---- | ---- | ---- | ---- | ---- | ---- | ---- | ---- | -- |
| Population   | 45   | 76   | 92   | 122  | 106  | 97   | 85   | 102  | 96   | 84   | 57   | 32 |

## Source de la traduction
- (el) Cet article est partiellement ou en totalité issu de l’article de Wikipédia en grec moderne intitulé « Φρατί Ρεθύμνης » (voir la liste des auteurs).